# Fayzulló Xojáyev
Fayzulló Ubaydullóyevich Xojáyev (en ruso; Файзулла́ Убайдулла́евич Ходжа́ев, romanizado  Faizullá Ubaidulláievitch Jodzháyev), o Faizullá Jodzhaoglý (Файзулла́ Ходжаоглы), fue un político soviético, quien ocupó el cargo de primer ministro del gobierno de la RSS de Uzbekistán (1896-1938).
Hijo de un rico comerciante de Bujará, se fue a vivir a Moscú con su padre. Enseguida se dio cuenta del atraso en el que se hallaba su región natal y puso su fortuna al servicio de los revolucionarios próximos a Lenin. En 1916 – 1920 fue uno de los líderes del Partido de los jóvenes uzbecos que se pronunció contra el régimen monárquico de Bujará.
En 1924, cuando contaba 28 años, fue elegido primer presidente del Consejo de Comisarios del pueblo (Sovnarkom) de la República Socialista Soviética de Uzbekistán (cargo equivalente al de un Primer ministro). Jodzháyev desafió la política autoritaria de Stalin, especialmente respecto a la monocultura del algodón y fue víctima de las purgas estalinianas en 1938 (véase Juicio de los Veintiuno). Ejecutado en el Campo de fusilamiento de Communarka, fue rehabilitado en 1966.

## Biografía

### Primeros años
Nació en la ciudad de Bujará, en la familia de un rico comerciante uzbeko.  Se fue con su padre a Moscú en 1907. Allí se dio cuenta de la enorme brecha entre la sociedad y la tecnología de su tierra natal en comparación con la ciudad europea.
En 1913 se unió al movimiento Jadid. Entre 1916 y 1920 fue uno de los líderes del Movimiento de Jóvenes de Bujará, que se opuso a la monarquía del Emirato. Después de que los bolcheviques establecieran el gobierno soviético en Kokand, Jodzháyev intentó establecer un gobierno bolchevique similar en Bujará, sin embargo, subestimó a las fuerzas del emir Alim Khan y del clero islámico, por lo que sus simpatizantes fueron derrocados. Jodzháyev escapó a Taskent, y fue condenado en ausencia. Al comienzo de la Revolución de Octubre, participó en la Campaña de Kolesov, un intento de derrocar al emir. Mientras huía, fue capturado por el militar del Ejército Blanco Aleksandr Dútov, aunque luego fue liberado y trabajó en Moscú. A finales de 1919 regresó a Taskent, donde organizó a los revolucionarios bujaríes, estableciendo conexiones con los revolucionarios clandestinos, y fue editor de un periódico bolchevique llamado "Uchkun".

### Gobierno
Jodzháyev se unió a los bolcheviques en el verano de 1920, y fue nombrado presidente del Sovnarkom de la República Popular Soviética de Bujará a los 24 años. El 20 de septiembre de ese año los Jóvenes de Bujará lograron derrocar al Emir, con ayuda de las tropas bolcheviques. La República Socialista Federativa Soviética de Rusia envió un embajador y "asesores" para apoyar al gobierno de Jodzháyev. Uno de los diplomáticos rusos, Aleksandr Barmine, recordó:
"El nuevo gobierno llevó a cabo su trabajo exactamente de la misma manera que lo habían hecho los gobiernos de Bujará durante cientos de años. Veía a un nazir, o ministro, en cuclillas sobre una alfombra y dictando decretos a un escriba, que los escribía en caracteres persas antiguos en una tabla en equilibrio sobre sus rodillas. Faizullá Jodzháyev, llamado "el Lenin Uzbeko", era pequeño, nervudo y lleno de energía, a pesar de la malaria que a menudo le daba a su rostro un tinte verdoso. Disfrutaba de la vida y podía reír alegremente bajo una carga aplastante de trabajo. Conocía a su gente, era un gran orador y era muy querido."
Tras la creación de la Unión Soviética, la región centroasiática fue reorganizada, y el 17 de febrero de 1925 fue nombrado presidente del Consejo de Comisarios del Pueblo de la recién fundada República Socialista Soviética de Uzbekistán, así como miembro del Comité Ejecutivo Central de la Unión Soviética. En las décadas de 1920 y 1930, ocupó altos cargos en la RSS de Uzbekistán, aunque no era parte de los altos órganos federales del gobierno ni del partido, pues se oponía a Stalin en la cuestión de la agricultura de algodón, por lo que su influencia en el gobierno fue eclipsada por Akmal Ikrámov, el primer secretario del Partido Comunista de la RSS de Uzbekistán.

### Últimos años
Aunque Jodzháyev todavía era presidente del Sovnarkom de la RSS de Uzbekistán, no estuvo presente en el 7° Congreso del Partido, y ni siquiera fue elegido delegado. El 17 de junio de 1937, fue destituido de todos sus cargos, expulsado del partido y acusado como enemigo del pueblo. En marzo de 1938, fue juzgado en el "Juicio de los Veintiuno", confesando ser parte de una sociedad pantúrquica a principios de la década de 1920 y de la oposición trotskista-derechista, oponerse a dividir Asia Central en cuatro repúblicas separadas, y tratar de convertirlas en estados títeres de Gran Bretaña, así como de ser un espía para Alemania y Japón, por lo que fue fusilado el 13 de marzo de 1938. Fue rehabilitado posteriormente en 1965.

## Premios y condecoraciones
- Orden de la Bandera Roja (1920 y 1922)
- Orden de la Estrella Roja, 1° Clase
- Orden de Lenin